# هيلوت
الهيلوت (بالإنجليزية: Hilot)‏ هو أحد أساليب الشفاء التقليدية في الفلبين، ويشتمل على أساليب للتدليك. يساهم هذا الأسلوب في استرخاء العضلات المتعبة.
بالإضافة إلى ذلك يتضمن مساج Hilot مجموعة واسعة  من الأساليب لعلاج حالات أخرى بخلاف العضلات المتعبة، حيث يمكن استخدامه لعلاج التواء المفاصل، وتشخيص وعلاج أمراض العضلات والعظام، وكذلك مشاكل العضلات والأربطة (musculoligamentous)، كما يمكن أن يُستخدم للمساعدة في الولادة ولكن يجب الحذر لأنه قد يؤدي إلى الإجهاض.

## تأثيرها على الأم والطفل
بعد الولادة، يمكن معالجة الأم والطفل المولود ولادة طبيعية من خلال Hilot لمدة 10 أيام متتالية، ومع ذلك يجب تجنب استخدام المعالجة  من خلال Hilot مع الأمهات اللواتي خضعن لعمليات ولادة قيصرية.
تستخدم أوراق الموز والأعشاب لتعزيز فعالية Hilot.